# Juliana av Hessen-Eschwege
Prinsessan Juliana av Hessen-Eschwege, född 14 maj 1652 i Eschwege, död 20 juni 1693 i kommunen IJsselstein i Nederländerna, var en tysk adelskvinna, dotter till Karl X Gustavs syster Eleonora Katharina von Pfalz-Zweibrücken-Kleeburg och lantgreven Fredrik av Hessen-Eschwege.

## Biografi
Julianas far stupade under polska kriget 1655 och hon kom då till Stockholm för att uppfostras hos drottning Hedvig Eleonora. Hon var påtänkt som gemål till sin kusin Karl, som var tre år yngre än hon, men planerna bröts när hon 1672 överraskande födde en son medan hon var ute och åkte i vagn i Stockholm tillsammans med Hedvig Eleonora. Det blev en skandal. Fadern till barnet var den 33-årige greven Gustaf Lillie, som landsförvisades, och Juliana skickades ut på landet med sonen, som fick namnet Gustaf Gustafsson Lillie.
Hovet betalade hennes uppehåll på Rävsnäs gård i Södermanland, där hon också fick ett eget hov, men när Karl XI efter fyra år på tronen drog in apanaget, hänvisades Juliana till slottet i Gävle hos greve Carl Larsson Sparre och grevinnan Lucia von Minnigerode. Lucia von Minnigerodes syster var hovdam hos drottning Hedvig Eleonora.
Några år senare, 1679, när hon lämnat Gävle födde hon ännu en son. Denna gång var fadern ofrälse – en son till hennes hushållerska. Hans namn var Jean Jacques Marchand (1656–1703) och han var kanslist hos den nederländske ministern i Stockholm. Karl XI gav Juliana tillstånd att gifta sig med sin älskare, som upphöjdes till friherre och antog namnet Lillienburg, varefter paret flyttade till Nederländerna.
Paret erhöll av kung Vilhelm III av England, Vilhelm av Oranien, drotseriet Ysselheim i Nederländerna, och levde dessutom på ett litet underhåll från Sverige. I äktenskapet föddes fyra barn. Den äldste sonen hette Karl von Liljenburg. Från honom härstammar en släkt von Liljenburg, vars sista ättling, Karl Fredrik, dog år 1817.
Prinsessan Juliana lär ha slutat sina dagar i verklig fattigdom.

## Familj
Förutom sonen Gustaf Gustafsson Lillie hade Juliana fyra barn med Jean Jacques Marchand:
- Karl Fredrik von Lilienburg, 1679–1729
- Eleonora von Lilienburg, 1683–1707
- Heinrich Ferdinand, 1683–?
- Sophie Marie von Lilienburg, född 12 juni 1685, död någon gång mellan 1725 och 1741. Hon var gift med Anders Luhr, regeringssekreterare för Stralsund och Bremen.